# Laura Spinney
Pour les articles homonymes, voir Spinney.
Laura Spinney, née en août 1971, est une journaliste scientifique, romancière, essayiste et traductrice britannique. Elle est notamment l'autrice d'un ouvrage consacré à la pandémie de grippe de 1918 paru en 2017 sous le titre de Pale Rider et traduit en français l'année suivante sous le titre La Grande Tueuse.

## Formation
Laura Spinney est titulaire d'un Bachelor scientifique en sciences naturelles de l'université de Durham, obtenu en 1993.

## Carrière
Comme journaliste scientifique Laura Spinney contribue à des revues comme Nature,,,, National Geographic, The Economist, New Scientist et The Guardian. Elle est l'auteur de deux romans, The Doctor et The Quick, et d'un recueil d'histoires oralement transmises d'une ville d'Europe centrale intitulé Rue Centrale.
En 2017, elle publie Pale Rider, ouvrage retraçant l'histoire de la pandémie de grippe de 1918,,,, après que son éditeur Jonathan Cape en ait acquis les droits mondiaux vendus aux enchères en 2015. Elle y rappelle que cette pandémie a été la plus grande catastrophe humaine du XXe siècle, avec un nombre de morts dépassant vraisemblablement celui de la Première Guerre mondiale (17 millions) et de la Seconde Guerre mondiale (60 millions) réunies. Sa pleine portée n'a été reconnue qu'au XXIe siècle, lorsqu'en revoyant les anciens dossiers, des chercheurs ont montré qu'une personne sur trois avait contracté la maladie et qu'entre une et deux sur dix d'entre elles en étaient décédées. Parmi les explications possibles d'un tel bilan, elle relève qu'à l'époque, l'analphabétisme était courant, la théorie des germes toute récente et encore peu connue, les antibiotiques inconnus et les communications à distance souvent limitées.
Le premier cas clairement identifié et documenté a été celui d'Albert Gitchell, un cuisinier de l'armée américaine qui tombe malade au Camp Funston dans le Kansas le 4 mars 1918. Trois vagues épidémiques distinctes ont eu lieu dans le monde : au printemps 1918, à la fin de l'été et à l'automne, et de la fin de l'hiver 1918 au début de 1919. Entre la première et la deuxième vague, le virus a muté et le taux de mortalité de la maladie augmente. Le nombre de morts dans des pays comme la Chine et l'Inde est particulièrement mal documenté. Spinney donne une description vivante des conditions sanitaires partout dans le monde, de Rio de Janeiro à la Russie.
Le plus récent ouvrage de Spinney est une traduction en anglais du roman Derborence de l'écrivain suisse Charles-Ferdinand Ramuz,. En 2019, elle passe deux mois en tant que journaliste résidente à l'Institut Max Planck pour l'histoire des sciences à Berlin, en Allemagne.

### Livres
Les livres publiés par Laura Spinney se composent d'essais, de romans et d'une traduction de CF. Ramuz.
- (en) The Doctor[7].
- (en) The Quick[8].
- (en) Rue Centrale[9].
- (en) Pale Rider: The Spanish Flu of 1918 and How it Changed the World[10],[14]. Version française : La Grande tueuse. Comment la grippe espagnole a changé le monde. Traduction : Patrizia Sirignano. Paris, Albin Michel, 2018. 414 p.  (ISBN 9782226431950).
- (en) Derborence: Where the devils came down[16].

### Articles
- (en) « Biotechnology: "Biotechnology in Crops: Issues for the Developing World" by Laura Spinney for Oxfam GB », San Francisco State University, 13 janvier 1998 (consulté le 21 octobre 2018)
- HM The Economist, 2008.
- (en) « Disease naming must change to avoid scapegoating and politics », Aeon Essays (consulté le 21 octobre 2018)
- Comment Facebook, les fausses nouvelles et les amis déforment votre mémoire [2]
- (en) « Did Human Sacrifice Help People Form Complex Societies? », The Atlantic, 27 février 2018 (consulté le 21 octobre 2018)
- (en) « Unearthed: Why we've got monuments like Stonehenge all wrong », New Scientist, 8 janvier 2018 (consulté le 21 octobre 2018)

## Vie privée
Laura Spinney indique publiquement qu'elle réside à Paris depuis 2015.